# Tras
Tras is gebroken en fijngemalen tufsteen. Het is van vulkanische oorsprong en wordt gewonnen in de Eifel. Tras is een natuurlijk gevormde puzzolaanaarde.
Tras wordt toegepast als toeslagstof voor mortel en beton, waar het de verwerkbaarheid verbetert. Door chemische reacties bij het binden en verharden van beton en mortel komt warmte vrij. Dit speelt vooral een rol bij grote volumes en geeft spanningen in de betonmassa, die tot scheurvorming kunnen leiden. De toevoeging van tras vertraagt deze reacties. Bij het verharden van mortel of beton zijn zo een hogere dichtheid en elasticiteit te krijgen. Door tras toe te voegen kan het beton waterdicht gemaakt worden. Ook kan met minder cement worden volstaan.
Vroeger, voor de komst van de goede portlandcement, werd tras toegepast in mortels die voor keldermuren, voor het trasraam en voor stenen windmolens werden gebruikt. Deze muren waren hiermee waterdicht te krijgen. Tras werd zelf gemaakt in een trasmolen, een soort krijtmolen, door tufsteen fijn te malen.
Bij de harding van cement wordt kalkhydraat afgesplitst dat aan de oppervlakte met CO2 reageert tot kalk. De reactieve SiO2 en Al2O3 in tras binden de kalk en voorkomen het wit uitslaan van het cement.
Tras wordt onder andere gewonnen in de Nette-vallei, bij Andernach.

## Waterput
In het dialect van Goeree-Overflakkee wordt de waterput een tras genoemd, ongetwijfeld omdat deze met tras waterdicht werd gemaakt.